# 집단선거구제
집단선거구제(Group representation constituency, GRC)는 개별 후보자 대신 후보자 팀이 해당 선거구의 국회의원(MP)으로 의회에 선출되기 위해 경쟁하는 싱가포르의 선거구 또는 선거구 유형이다. PBV(정당 블록 투표) 또는 다른 국가에서 사용되는 일반 티켓과 동의어인 정부는 GRC 계획이 주로 의회에서 소수 대표를 보호하기 위해 시행되었다고 밝혔다. GRC의 의원 중 적어도 한 명은 말레이인, 인도인 또는 싱가포르의 다른 소수 민족 커뮤니티. 게다가, 공공 주택 단지를 관리하는 마을 의회가 더 큰 선거구를 처리하는 것이 경제적이었다.
GRC 계획은 1988년 6월 1일에 발효되었으며 같은 해 총선에서 처음 도입되었다. 그 이전에는 모든 선거구가 소선거구제(SMC)였다. 의회 선거법(Cap. 218, 2008 Rev. Ed.)("PEA")에는 최소 8개의 SMC가 있어야 하며 모든 GRC에서 반환할 의원 수는 전체 의원의 4분의 1 미만일 수 없다고 명시되어 있다. 해당 매개변수 내에서 싱가포르의 SMC 및 GRC 총 수와 그 경계는 고정되어 있지 않지만 선거 경계 검토 위원회의 권장 사항을 고려하여 내각에서 결정한다. 헌법과 PEA에 따라 GRC에는 3~6명의 의원이 있어야 한다. 각 GRC의 의원 수는 총선거 전에 내각의 지시에 따라 대통령이 발표한다. 2020년 총선에는 14개의 SMC와 17개의 GRC가 참여했으며, 각각 4~5명의 의원을 배출했다.
GRC 시스템에 대한 반응은 엇갈리고 일부 비평가들은 정부가 이 제도 도입을 정당화하는 데 동의하지 않으며 5인 및 6인 GRC의 출현으로 GRC당 소수 의원의 비율이 오히려 감소했다는 점을 지적한다. 2020년 총선에는 불참했다. 또한 집권 인민행동당(PAP)은 "앵커" 장관을 포함한 고위 정치인이 이끄는 GRC의 "뒤를 타고" 정치적으로 경험이 없는 후보자를 의회에 끌어들이는 수단으로 GRC를 사용하는 것으로 묘사되었다. 더욱이 GRC 계획은 야당이 GRC에 맞서기에 충분한 정치적 전문성을 갖춘 후보를 찾는 것이 더 어렵기 때문에 불리한 입장이라고 한다. 더욱이 GRC 제도는 유권자들의 투표권이 불평등할 수 있고, 유권자와 국회의원 간의 관계가 약화될 수 있으며, 소수 대표성을 강조해 싱가포르 정치에 인종차별이 고착화될 수 있다는 의미도 있다고 한다.

### 법
- 틀:Singapore legislation.
- 틀:Singapore legislation ("PEA").

### 기타 작품
- Singh, Bilveer (2006), 《Politics and Governance in Singapore: An Introduction》, Singapore: McGraw-Hill, ISBN 978-0-07-126184-5.
- 틀:Singapore Hansard.
- Li, Xueying (2010년 9월 18일), “Making sense of electoral boundaries”, 《The Straits Times》, A38–A39쪽.
- 《Report of the Constitutional Commission, 1966 [Chairman: Wee Chong Jin]》, Singapore: Government Printer, 1966, OCLC 51640681.

## 같이 보기
- 게리맨더링